# Estación de Tongeren
La estación de Tongeren es una estación de tren belga situada en Tongeren, en la provincia del Brabante Flamenco, región Flamenca.
Pertenece a la línea  de S-Trein Lieja.

## Situación ferroviaria
La estación se encuentra en la línea 34 (Lieja-Hasselt).

## Intermodalidad
| Línea | Recorrido               | Andén |
| ----- | ----------------------- | ----- |
| 4     | Tongeren ↔ Hasselt      | 1     |
| 10    | Tongeren ↔ Genk         | 1     |
| 23a   | Tongeren ↔ Sint-Truiden | 1     |
| 27    | Tongeren ↔ Heers        | 1     |
| 34a   | Tongeren ↔ Bilzen       | 1     |
| 39b   | Tongeren ↔ Voeren       | 1     |
| 61    | Tongeren ↔ Maaseik      | 1     |
| 62    | Tongeren ↔ Maastrict    | 1     |
| 74    | Tongeren ↔ Lieja        | 1     |
| 104   | Tongeren ↔ Hasselt      | 1     |

| Línea | Recorrido                | Andén |
| ----- | ------------------------ | ----- |
| T1    | Genoelselderen ↔ Nerem   | 2     |
| T2    | Rutten ↔ 's Herenelderen | 2     |
| T3    | Diets-Heur ↔ Herstappe   | 2     |
| T9    | Hospitaal ↔ Station      | 2     |